# Världscupen i backhoppning 2000/2001
Världscupen i backhoppning 2000/2001 hoppades 24 november 2000-18 mars 2001 och vanns av Adam Małysz, Polen före Martin Schmitt, Tyskland och Risto Jussilainen, Finland.

## Deltävlingar
| Datum            | Plats                  | Etta                                                                      | Tvåa                                                                      | Trea                                                                        |
| ---------------- | ---------------------- | ------------------------------------------------------------------------- | ------------------------------------------------------------------------- | --------------------------------------------------------------------------- |
| 24 november 2000 | Kuopio                 | Martin Schmitt                                                            | Sven Hannawald                                                            | Andreas Widhölzl                                                            |
| 25 november 2000 | Kuopio                 | - Roar Ljøkelsøy - Olav Magne Dønnem - Lasse Ottesen - Tommy Ingebrigtsen | - Wolfgang Loitzl - Martin Koch - Stefan Horngacher - Andreas Widhölzl    | - Matti Hautamäki - Ville Kantee - Jani Soininen - Janne Ahonen             |
| 2 december 2000  | Kuopio                 | Matti Hautamäki                                                           | Noriaki Kasai                                                             | Michael Uhrmann                                                             |
| 3 december 2000  | Kuopio                 | Martin Schmitt                                                            | Janne Ahonen                                                              | Ville Kantee                                                                |
| 8 december 2000  | Ramsau                 | Inställt                                                                  | Inställt                                                                  | Inställt                                                                    |
| 9 december 2000  | Liberec                | Inställt                                                                  | Inställt                                                                  | Inställt                                                                    |
| 10 december 2000 | Liberec                | Inställt                                                                  | Inställt                                                                  | Inställt                                                                    |
| 16 december 2000 | Engelberg              | Inställt                                                                  | Inställt                                                                  | Inställt                                                                    |
| 17 december 2000 | Engelberg              | Inställt                                                                  | Inställt                                                                  | Inställt                                                                    |
| 29 december 2000 | Oberstdorf             | Martin Schmitt                                                            | Noriaki Kasai                                                             | Masahiko Harada                                                             |
| 1 januari 2001   | Garmisch-Partenkirchen | Noriaki Kasai                                                             | Dmitrij Vasiljev                                                          | Adam Małysz                                                                 |
| 4 januari 2001   | Innsbruck              | Adam Małysz                                                               | Janne Ahonen                                                              | Noriaki Kasai                                                               |
| 6 januari 2001   | Bischofshofen          | Adam Małysz                                                               | Janne Ahonen                                                              | Andreas Widhölzl                                                            |
| 13 januari 2001  | Harrachov              | Adam Małysz                                                               | Martin Schmitt                                                            | Risto Jussilainen                                                           |
| 14 januari 2001  | Harrachov              | Adam Małysz                                                               | Janne Ahonen                                                              | Martin Schmitt                                                              |
| 19 januari 2001  | Park City              | - Kazuyoshi Funaki - Kazuya Yoshioka - Masahiko Harada - Noriaki Kasai    | - Jani Soininen - Jussi Hautamäki - Risto Jussilainen - Janne Ahonen      | - Wolfgang Loitzl - Andreas Widhölzl - Martin Höllwarth - Stefan Horngacher |
| 20 januari 2001  | Park City              | Adam Małysz                                                               | Wolfgang Loitzl                                                           | Kazuya Yoshioka                                                             |
| 24 januari 2001  | Nagano                 | Martin Schmitt                                                            | Risto Jussilainen                                                         | Andreas Widhölzl                                                            |
| 27 januari 2001  | Sapporo                | Adam Małysz                                                               | Wolfgang Loitzl                                                           | Jussi Hautamäki                                                             |
| 28 januari 2001  | Sapporo                | Adam Małysz                                                               | Risto Jussilainen                                                         | Jani Soininen                                                               |
| 2 februari 2001  | Willingen              | - Ville Kantee - Jussi Hautamäki - Jani Soininen - Risto Jussilainen      | - Martin Höllwarth - Stefan Horngacher - Wolfgang Loitzl Andreas Widhölzl | - Kazuyoshi Funaki - Kazuya Yoshioka - Hideharu Miyahira - Noriaki Kasai    |
| 3 februari 2001  | Willingen              | Ville Kantee                                                              | Adam Małysz                                                               | Risto Jussilainen                                                           |
| 4 februari 2001  | Willingen              | Adam Małysz                                                               | Risto Jussilainen                                                         | Matti Hautamäki                                                             |
| 3 mars 2001      | Oberstdorf             | Risto Jussilainen                                                         | Veli-Matti Lindström                                                      | Matti Hautamäki                                                             |
| 4 mars 2001      | Oberstdorf             | Martin Schmitt                                                            | Adam Małysz                                                               | Risto Jussilainen                                                           |
| 7 mars 2001      | Falun                  | Adam Małysz                                                               | Martin Schmitt                                                            | Wolfgang Loitzl                                                             |
| 9 mars 2001      | Trondheim              | Adam Małysz                                                               | Andreas Goldberger                                                        | Igor Medved                                                                 |
| 11 mars 2001     | Oslo                   | Adam Małysz                                                               | Stefan Horngacher                                                         | Martin Schmitt                                                              |
| 17 mars 2001     | Planica                | - Veli-Matti Lindström - Tami Kiuru - Jussi Hautamäki - Risto Jussilainen | - Wolfgang Loitzl - Andreas Goldberger - Martin Koch - Stefan Horngacher  | - Hideharu Miyahira - Kazuya Yoshioka - Masahiko Harada - Noriaki Kasai     |
| 18 mars 2001     | Planica                | Martin Schmitt                                                            | Risto Jussilainen                                                         | Tommy Ingebrigtsen                                                          |

## Slutställning
| Placering | Namn              | Nationalitet | Poäng |
| --------- | ----------------- | ------------ | ----- |
| 1         | Adam Malysz       | Polen        | 1531  |
| 2         | Martin Schmitt    | Tyskland     | 1173  |
| 3         | Risto Jussilainen | Finland      | 938   |
| 4         | Noriaki Kasai     | Japan        | 728   |
| 5         | Janne Ahonen      | Finland      | 686   |
| 6         | Matti Hautamäki   | Finland      | 648   |
| 7         | Wolfgang Loitzl   | Österrike    | 614   |
| 8         | Stefan Horngacher | Österrike    | 566   |
| 9         | Sven Hannawald    | Tyskland     | 462   |
| 10        | Jani Soininen     | Finland      | 394   |

| Placering | Namn                 | Nationalitet | Poäng |
| --------- | -------------------- | ------------ | ----- |
| 11        | Tommy Ingebrigtsen   | Norge        | 391   |
| 12        | Andreas Widhölzl     | Österrike    | 388   |
| 13        | Martin Höllwarth     | Österrike    | 374   |
| 14        | Andreas Goldberger   | Österrike    | 373   |
| 15        | Jussi Hautamäki      | Finland      | 328   |
| 16        | Hideharu Miyahira    | Japan        | 302   |
| 17        | Ville Kantee         | Finland      | 283   |
| 18        | Veli-Matti Lindström | Finland      | 277   |
| 19        | Jure Radelj          | Slovenien    | 265   |
| 20        | Kazuya Yoshioka      | Japan        | 237   |

| Placering | Namn              | Nationalitet | Poäng |
| --------- | ----------------- | ------------ | ----- |
| 21        | Toni Nieminen     | Finland      | 230   |
| 22        | Michael Uhrmann   | Tyskland     | 184   |
| 23        | Frank Löffler     | Tyskland     | 180   |
| 24        | Igor Medved       | Slovenien    | 179   |
| 25        | Christof Duffner  | Tyskland     | 173   |
| 26        | Masahiko Harada   | Japan        | 167   |
| 27        | Roberto Cecon     | Italien      | 159   |
| 28        | Roar Ljøkelsøy    | Norge        | 151   |
| 29        | Olav Magne Dønnem | Norge        | 148   |
| 30        | Kazuyoshi Funaki  | Japan        | 144   |

## Skidflygningscupen - slutställning (15 bästa)
| Pos. | Namn                       | Poäng |
| ---- | -------------------------- | ----- |
| 1.   | Martin Schmitt (GER)       | 385   |
| 2.   | Adam Małysz (POL)          | 380   |
| 3.   | Risto Jussilainen (FIN)    | 345   |
| 4.   | Matti Hautamäki (FIN)      | 186   |
| 5.   | Tommy Ingebrigtsen (NOR)   | 169   |
| 6.   | Janne Ahonen (FIN)         | 151   |
| 7.   | Andreas Goldberger (AUT)   | 137   |
| 8.   | Noriaki Kasai (JPN)        | 126   |
| 9.   | Sven Hannawald (GER)       | 116   |
| 10.  | Veli-Matti Lindström (FIN) | 112   |
| 11.  | Martin Höllwarth (AUT)     | 103   |
| 12.  | Stefan Horngacher (AUT)    | 102   |
| 13.  | Tami Kiuru (FIN)           | 88    |
| 14.  | Jani Soininen (FIN)        | 76    |
| 15.  | Frank Löffler (AUT)        | 72    |

## Nationscupen - slutställning
| Pos. | Nation    | Poäng |
| ---- | --------- | ----- |
| 1.   | Finland   | 4591  |
| 2.   | Österrike | 3272  |
| 3.   | Tyskland  | 2811  |
| 4.   | Japan     | 2313  |
| 5.   | Polen     | 2017  |
| 6.   | Norge     | 1466  |
| 7.   | Slovenien | 722   |
| 8.   | Schweiz   | 200   |
| 9.   | Tjeckien  | 159   |
| 9.   | Italien   | 159   |
| 11.  | Ryssland  | 150   |
| 12.  | Sverige   | 126   |
| 13.  | Frankrike | 68    |
| 14.  | USA       | 42    |
| 15.  | Sydkorea  | 3     |